# Décormag
 (août 2011).
Si vous disposez d'ouvrages ou d'articles de référence ou si vous connaissez des sites web de qualité traitant du thème abordé ici, merci de compléter l'article en donnant les références utiles à sa vérifiabilité et en les liant à la section « Notes et références ».
Décormag est un magazine de décoration publié 10 fois par an par Médias Transcontinental S.E.N.C.

## Contenu
Deux fois par année, le magazine publie des numéros spéciaux - Rénovation et Cuisines et salles de bains. L'éditrice du magazine est Lise-Paul Hus et le rédacteur en chef, Jean-François St-Michel.

## Lectorat
Décormag cible principalement la femme de 35 ans et plus, occupant un emploi et possédant un revenu familial moyen de 83,967$[réf. nécessaire]. Le magazine se vend en kiosque à 4,59$ CAN. Selon les chiffres du Print Measurement Bureau (PMB)[source insuffisante] à l'automne 2011, le lectorat total atteignait 465 00 personnes pour un tirage de 85 000 exemplaires.

## Site Web
Une version en ligne du magazine est disponible et présente quatre sections : Maison et jardin – Achats – ABC Déco – Rénovations.